# Joaquina Vedruna de Mas
Joaquina Vedruna de Mas, född 17 april 1783 i Vic, död 28 augusti 1854 i Barcelona, var en spansk romersk-katolsk nunna och grundare av kongregationen Karmels barmhärtighetssystrar år 1826. Hon vördas som helgon i Romersk-katolska kyrkan, med minnesdag den 28 augusti.

## Biografi
Joaquina Vedruna gifte sig år 1799 med adelsmannen Teodoro de Mas, med vilken hon fick nio barn. År 1816 blev hon änka och grundade tio år senare kongregationen Karmels barmhärtighetssystrar med uppgift att vårda sjuka samt undervisa barn. Vedruna hade en särskild devotion för den heliga Treenigheten.

## Bilder
| - Sankt Joaquinas relikvieskrin. |